# Băița
Băița is een dorp in de regio Transsylvanië, in het Roemeense district Hunedoara. Het dorp ligt 21 km ten noorden van Deva, in de vallei van de rivier de Căianul. Het is een oude bergnederzetting, waar mijnwinning plaatsvindt van ijzerhoudende ertsen. In Băița zijn veel grotten aangetroffen, die als verblijfplaats dienden in de eerste perioden van beschaving.